# 斯科奇格羅夫鎮區 (愛荷華州瓊斯縣)
斯科奇格羅夫鎮區（英語：Scotch Grove Township）是位於美國愛荷華州瓊斯縣的一個行政鎮區。

## 地方資料
根據2010年美國人口普查的數據，斯科奇格羅夫鎮區的面積為93.76平方千米，當中陸地面積為93.76平方千米，而水域面積為0.00平方千米。當地共有人口410人，而人口密度為每平方千米4.37人。